# Vĩnh Cường
Vĩnh Cường là một xã thuộc huyện Thanh Hà, tỉnh Hải Dương, Việt Nam.

## Địa lý
Xã Vĩnh Cường có diện tích 12,20 km², dân số năm 2022 là 11.737 người, mật độ dân số đạt 962 người/km².

## Hành chính
Xã Vĩnh Cường được chia thành 9 thôn: Hạ Trường, Kiên Nhuệ, Thành Thịnh, Thiệu Mỹ, Thuần Mỹ, Tú Y, Vĩnh Bình, Vĩnh Ninh, Vĩnh Xá.

## Lịch sử
Xã Vĩnh Lập có 4 thôn: Kiên Nhuệ, Thiệu Mỹ, Thuần Mỹ, Tú Y. Xã Thanh Cường có 5 thôn: Hạ Trường, Thành Thịnh, Vĩnh Bình, Vĩnh Ninh, Vĩnh Xá.
Ngày 24 tháng 10 năm 2024, Ủy ban Thường vụ Quốc hội ban hành Nghị quyết số 1250/NQ-UBTVQH15 về việc sắp xếp đơn vị hành chính cấp xã của tỉnh Hải Dương giai đoạn 2023 – 2025 (nghị quyết có hiệu lực từ ngày 1 tháng 12 năm 2024). Theo đó, thành lập xã Vĩnh Cường thuộc huyện Thanh Hà trên cơ sở toàn bộ 6,49 km² diện tích tự nhiên, quy mô dân số là 5.424 người của xã Vĩnh Lập và toàn bộ 5,72 km² diện tích tự nhiên, quy mô dân số là 6.313 người của xã Thanh Cường.
Xã Vĩnh Cường có 12,20 km² diện tích tự nhiên và quy mô dân số là 11.737 người.